# 더 플라자

더 플라자의 위치

더 플라자 호텔 서울(THE PLAZA Seoul, Autograph Collection)은 서울특별시 중구에 위치한 특급호텔이다. 호텔 앞에 있는 서울광장의 영문 명칭인 '서울 플라자'(Seoul Plaza)에서 이름을 따왔다. 현재는 한화그룹의 계열사인 한화호텔앤드리조트(주)에서 운영하고 있다. 주소는 서울특별시 중구 소공로 119이다.
1976년 10월 1일 당시 ‘서울프라자호텔(Seoul Plaza Hotel)’이라는 이름으로 개관하였다. 소공동 제1재개발지구에 지은 건물로서, 지하3층에 지상 22층, 옥상1층 등 그 높이가 87m이다. 2010년 11월 리노베이션을 통해 재개관했다.  본관 지하 3층, 지상 22층에 별관 지하 8층, 지상 18층 규모이며, 총 408개의 객실과 4개의 레스토랑, 그랜드 볼룸을 포함한 9개의 중대형 연회장, 피트니스 센터, 스파, 비즈니스 센터, 수영장 등으로 이루어졌다. 그 밖에 장애인을 위한 전용 슬로프를 설치하였고, 장애인 전용객실을 운영하고 있다.
덕수궁, 경복궁, 숭례문 등 주요 전통 문화재가 주변에 위치한 서울의 중심에서 정동, 광화문, 서울역, 명동, 인사동 등의 명소가 도보로 이동 가능하고, 서울시청과 서울광장이 맞은편에 위치해 접근성이 용이하다. 국내외 금융기관, 대기업등이 밀집되어 있는 위치에 있어 비즈니스 호텔로도 입지를 갖추고 있다. 2016년 1월부터는 한국 최초로 메리어트 인터내셔널의 럭셔리 라이프 스타일 브랜드 ‘오토그래프 컬렉션’과의 제휴를 통해 럭셔리 부티크 호텔로서의 입지를 확보하였다.

## 역사

### 배경
더 플라자 호텔 서울의 자리는 조선시대 지천사가 위치해 있던 곳이다. 지천사는 하늘을 가르는 절이라는 뜻으로, 하늘에 별이 떨어지거나 변고가 있을 때 왕이 친히 제례를 지낸 곳이다. 태조 때에는 팔만 대장경을 강화도 선원사에서 해인사로 이동할 때 2년 동안 지천사에서 보관하기도 했고, 태종 8년에는 태평관(객관)이 가까워 중국 사신의 수행원 숙박소로 이용되기도 했다.
현재 스파, 휘트니스, 그랜드볼룸이 위치한 별관의 경우, 1932년 이상이 설계한 소공동의 "낙랑파라"라는, 예술가들이 모여 고전음악을 감상하고 예술을 논하던 사교 공간이 있던 자리다. 한편 플라자는 3.1. 운동, 6월 항쟁에서부터 2002년 FIFA 월드컵 때의 축하마당 등 등 한국 현대사에 중요한 역사적 사건이 일어난 서울광장을 배경으로 두고 있다.

### 2010년 리노베이션
2010년 11월, 리노베이션을 통해 럭셔리 부티크 호텔로 재개관했다. 더 플라자의 리노베이션은 외관 전면, 전 객실, 식음 업장 및 로비 등에 이르는 특급호텔 업계 최대규모이자 최초로 전면 영업 중단을 통해 이루어졌으며, 공사기간은 2010년 5월부터 6개월, 총 공사비는 약 750억원이 소요됐다.]
새로운 로고 디자인은 '계승과 발전’을 모티브로 하고, 전통을 기반으로 부티크 호텔로 재 탄생한 더 플라자만의 과거-현재-미래의 ‘연결’을 형상화한 것이다. 보라색은 '권위'와 '품격'을 나타냈다. 특이하게도 더 플라자 호텔은 차별화를 이탈리아 출신 건축·인테리어 디자이너 귀도 치옴피가 호텔의 외관, 전 객실 및 로비, 객실 내 가구와 소품, 마감재에 이르는 모든 인테리어 요소들까지 더 플라자만을 위해 디자인했다.

## 시설
내부는 총 408개 객실과 4개의 다양한 레스토랑&바, 9개의 연회장, 휘트니스 및 스파 등을 갖추고 있다.
외관은 기존의 건물 외관과는 다르게, 보는 각도와 시간 때에 따라 브론즈, 골드, 베이지 등 다양한 톤으로 보이는 것이 특징이다. 이는 꼭지점 높낮이가 다르게 적용된 특이한 디자인과 특수 도장 기법에 의한 것이다. 3층 테라스에는 정원을 만들어 서울광장을 바라볼 수 있는 조망데크를 설치하여 친환경적인 분위기도 조성하였다.

### 객실
객실은 룸 타입별로 확연히 다른 디자인과 컬러를 반영하였을 뿐 아니라, 객실 내 소품, 마감재에 이르는 모든 인테리어 요소들까지 리노베이션 프로젝트를 맡은 귀도 치옴피가 직접 디자인한 것으로만 구성했다. 객실 수는 고급화를 추구하기 위해 스위트룸을 확대하여 기존 455실에서 408실로 축소하였고, 전 객실 유·무선 인터넷 무료 제공, 터치패드 객실관리 시스템(자동화 시스템)을 도입하였으며, 객실 내 마감재들은 친환경 자재를 사용하였다.

### 레스토랑 및 베이커리
레스토랑의 경우 현지 전문 주방장 채용, 해외 유명 레스토랑과의 기술 제휴를 진행하고 있으며 '블랑제리 더 플라자'와 같은 자체 브랜드를 런칭했다. 호텔 내 식음 시설은 한화푸드테크에서 운영하고 있다.
- 도원(중국어: 桃園) : 1976년 더 플라자 개관과 함께한 중식당 '도원'은 현대적 조리법에 감각적 프리젠테이션을 더한 어센틱 & 모던 차이니즈 퀴진(Authentic & Modern Chinese cuisine)을 콘셉트로 ‘약이 되는 음식’을 기반으로 하고 있다. 2022년 프랑스 관광청이 주관하는 미식 가이드 《라 리스트》의 '톱 200 레스토랑'으로 선정됐다.[8] 세컨드 브랜드로 도원스타일을 운영하고 있다.
- 세븐스퀘어(영어: The Seven Square) : 올데이 다이닝 & 뷔페 '세븐스퀘어'는 ‘서울 중심 7개의 거리가 만나는 소통의 공간’이라는 콘셉트로 기존의 일관된 푸드 섹션(Section)에 따른 음식 비치 등의 공간집약적 콘셉트를 벗어나 프로모션별로 섹션 및 음식을 재구성하고 셰프들의 시연 서비스(라이브 스테이션)를 통해 볼거리와 먹거리가 동시에 제공되는 오감만족형 뷔페 레스토랑의 새로운 패러다임을 선보인다.
- 더라운지(영어: The Lounge) : 호텔 로비층에 위치한 '더라운지'는 올데이 카페 & 디저트와 시간대별 브런치, 다인까지 다채로운 메뉴, 전문 소믈리에가 셀렉한 와인을 선보인다.
- 오이스터 배(영어: Oyster Bae) : 호텔 LL층에 위치한 '오이스터 배'은 사계절 안전하고 신선한 최상급 굴과 합리적인 가격의 프리미엄 와인을 선보인다.
- 블랑제리, 더 플라자(영어: Blangerie, The Plaza) : 프랑스 정통 발효기술과 한국의 미식 감성이 만난 '블랑제리 더 플라자'는 베이커리 전통 레시피를 현대적 감성으로 재해석한 호텔 자체 베이커리 브랜드이다.  서울특별시 용산구에 위치한 고메이494 한남에서도 운영 중이다.

### 연회장
연회장은 그랜드볼룸, 다이아몬드홀, 루비홀, 메이플홀, 오키드홀 등 총 9개로, 최대 600명 수용의 다양한 연회 공간을 제공하며 2010년 G20 정상회의, 2012년 핵안보정상회의 등 국제적인 행사를 진행한 경력이 있다. 특히, 호텔 별관 LL층의 그랜드볼룸은 크기만을 내세워 웅장함만을 강조하지 않고 다양한 행사 및 연회 진행이 가능한 공간이다.
포이어(Foyer, 연회장 앞 대기 공간)는 다양한 콘셉트의 전시, 행사, 리셉션 등의 연출이 가능하도록 세련되고 안정감 있는 공감으로 디자인하였고, 천장(상단) 전면에 RGB 조명을 설치하여, 행사 성격에 알맞은 색상 표현이 자유롭게 가능하다. 이 밖에 그랜드볼룸 메인 출입구 옆에 소규모 연회장과 전담 서비스 직원을 배치한 VIP 대기실도 함께 선보여 장대한 규모의 국제 행사 및 연회 진행 가능하도록 디자인되었다.
호텔 최고층인 22층에 위치한 지스텀하우스는 전 층을 독립적인 공간으로 사용해 개인 취향에 따라 맞춤식으로 웨딩의 연출 및 진행이 가능한 하우스 웨딩 전문 공간이다. 전면이 통 유리창으로 이루어져 이를 통해 파노라마처럼 펼쳐지는 도심의 전경이 뛰어나다. 모던한 동시진행의 웨딩에서 경건한 분리진행형 웨딩, 파티 형식의 웨딩까지 다양한 스타일의 웨딩을 신랑·신부의 콘셉트에 맞춰 변화가 가능한 진정한 하우스 웨딩이 가능한 공간이다.

## 기업 활동

### 친환경 활동
더 플라자는 여러 친환경 활동을 펼치고 있다. 공사를 위해 사용된 다양한 자재들은 HB를 비롯 환경마크 제도를 인증 받은 것들로 사용했고, 호텔 외관에 있는 사이니즈 및 호텔 옥상부에는 태양광 발전 설비를 설치하였다. 뿐만 아니라, 객실 및 레스토랑 영업장에는 약 15,000개의 LED 조명과 절수형 샤워기 및 양변기도 도입하였다. 이 외에도, 더 플라자는 지구 환경을 위해 에너지 절약을 실천하는 ‘그린 에너지 패밀리(Green Energy Family)’를 시행하고 있다. 어두운 밤에 불을 끄는 소등행사 어스아워 참여, 실내 적정 온도 유지, 그린카드 비치를 통해 요청 고객에 한하여 최소한의 린넨류만 세탁(침대시트 정리 및 젖은 타월만 교체) 진행 등 지구 환경과 사회적 호텔로서의 활동에 동참하고 있다.

## 대중 문화에서
- 2024년 개봉한 한국 영화 《파묘》에 등장했다.[10]

## 수상 이력
- 2011년에는 익스피디아 재팬(Expedia Japan)에서 시설, 위치, 조식, 서비스, 요금만족도 조사를 거쳐 한국의 베스트 호텔 1위로 선정
- 유서 깊은 주간지 ‘네이션(The Nation)’이 선정한 ‘아시아 최고의 고객 지향 최첨단 호텔 베스트 10’도 이름을 올림
- 2011년, 아시아 문화여행 정보 웹사이트 CNNGo에서는 ‘아시아에서 전망이 좋은 호텔 톱 7’에 국내 호텔 중 유일에게 이름을 올리는 동시에 ‘서울 지역 베스트 럭셔리 5대 호텔’에 선정
- 2012년부터는 세계 최대 호텔 평가 사이트인 ‘트립어드바이저(TripAdvisor)’의 ‘트래블러즈 초이스 톱 25 호텔’에 8년 연속 선정(링크)
- 2013년에는 해외 유력 온라인 여행 전문지 ‘스마트 트래블 아시아’에서 ‘아시아 최고의 비즈니스 호텔 25’에 선정
- 2016년에는 글로벌 트래블러 주관 한국 Top10 럭셔리 호텔부문 3위에 3년 연속 수상
- 2017년에는 세계 호텔 등급 심사를 주관하는 인터내셔널 호텔 어워드에서 시티호텔, 라지호텔(400실 이상 호텔) 등을 한국 최초로 수상하였다.  보관됨 2020-09-26 - 웨이백 머신
- 2018년에는 글로벌 트래블러 주관 한국 Top10 럭셔리 호텔부문 2위 수상했다.
- 2019년에는 Loved by guests award winner 2019에 선정되고 글로벌 트래블러 주관 한국 Top10 럭셔리 호텔부문 3위를 수상했다.
- 2020년에는 글로벌 트래블러 주관 한국 Top10 럭셔리 호텔부문 2위를 수상하였다.